# Eddie Lyons
Pour les articles homonymes, voir Lyons.
Eddie Lyons, né le 25 novembre 1886 à Beardstown, Illinois (États-Unis), et mort le 30 août 1926 à Pasadena (États-Unis), est un acteur, réalisateur, scénariste et producteur américain.

## Biographie
Il est souvent à l'écran un partenaire de l'acteur Lee Moran (1888-1961).

## Filmographie

### Comme acteur
- 1911 : Trailing the Counterfeiter : A Detective
- 1911 : Percy, the Masher : Percy
- 1912 : All a Mistake
- 1912 : The Call of the Drum
- 1912 : Better Than Gold
- 1912 : The Tankville Constable
- 1912 : Squnk City Fire Company
- 1912 : The Dove and the Serpent
- 1912 : A Melodrama of Yesterday
- 1912 : Jim's Atonement
- 1912 : Henpecked Ike
- 1912 : The Thirst for Gold
- 1912 : Beneath Western Skies (it) d'Al Christie
- 1912 : Love, War and a Bonnet
- 1912 : The Parson and the Medicine Man
- 1912 : Big Hearted Jim
- 1912 : Hearts and Skirts (it) d'Al Christie : Joe Dobbs, a Cowboy
- 1912 : Her Friend, the Doctor (it) d'Al Christie : Bob Stevens, Foreman
- 1912 : The Lady Barber of Roaring Gulch (it) d'Al Christie : Jack, Marcia's Sweetheart
- 1912 : Making a Man of Her (it) d'Al Christie
- 1912 : Sharps and Chaps (it)  d'Al Christie : Lyle Jones
- 1912 : The Shanghaied Cowboys (it) d'Al Christie
- 1912 : Almost a Suicide
- 1913 : The Professor's Daughter (it)
- 1913 : Aladdin's Awakening : The Clerk
- 1913 : Professional Jealousy (it) d'Al Christie
- 1913 : To the Brave Belong the Fair (it) d'Al Christie : Eddie, First Brave
- 1913 : Four Queens and a Jack (it)  d'Al Christie : The Boy
- 1913 : When His Courage Failed (it) d'Al Christie : The Husband
- 1913 : The Tale of a Hat (it) d'Al Christie : Jack
- 1913 : The Girls and Dad (it) d'Al Christie : One of the Boys
- 1913 : Almost a Rescue (it) d'Al Christie : Kussie #1
- 1913 : Hawkeye to the Rescue (it) d'Al Christie : Bob, the Revenue Officer
- 1913 : Some Runner (it) d'Al Christie : Eddie, a Marathon Runner
- 1913 : The Battle of Bull Con (it) d'Al Christie
- 1913 : His Crazy Job (it) d'Al Christie  : The Cub Reporter
- 1913 : Hawkeye's Great Capture (it) d'Al Christie
- 1913 : Curses! Said the Villain (it) d'Al Christie
- 1913 : His Wife's Burglar (it) d'Al Christie
- 1913 : Love, Luck and a Paint Brush (it) d'Al Christie
- 1913 : An Elephant on His Hands d'Al Christie
- 1913 : When He Lost to Win
- 1913 : The Brothers
- 1913 : Locked Out at Twelve (it) d'Al Christie
- 1913 : A Pair of Bears
- 1913 : Her Friend, the Butler (it) d'Al Christie
- 1913 : Teaching Dad a Lesson (it) d'Al Christie
- 1913 : His Faithful Servant
- 1914 : And the Villain Still Pursued Her
- 1914 : When Ursus Threw the Bull
- 1914 :  Cupid's Close Shave (it) d'Al Christie
- 1914 : Snobbery
- 1914 : Twixt Love and Flour (it) d'Al Christie
- 1914 : His Royal Pants
- 1914 : Scooped by a Hencoop (it) d'Al Christie
- 1914 : One of the Finest (it) d'Al Christie
- 1914 : She Was Only a Working Girl (it) d'Al Christie
- 1914 : What a Baby Did (it) d'Al Christie
- 1914 : Those Persistent Old Maids (it) d'Al Christie
- 1914 : The Wrong Miss Wright (it)
- 1914 : Such a Villain (it) d'Al Christie
- 1914 : The Man Who Slept
- 1914 : Her Moonshine Lover (it) d'Al Christie
- 1914 : When the Girls Joined the Force (it) d'Al Christie
- 1914 : Their Honeymoon (it) d'Al Christie
- 1914 : Her Husbands
- 1914 : His Strenuous Honeymoon (it) d'Al Christie
- 1914 : Could You Blame Her (it) d'Al Christie
- 1914 : Captain Bill's Warm Reception (it) d'Al Christie
- 1914 : Sophie of the Films #1
- 1914 : Sophie of the Films #2
- 1914 : Sophie of the Films #4
- 1914 : Sophie of the Films #3
- 1914 : Those College Days (it) d'Al Christie
- 1914 : When Eddie Went to the Front (it) d'Al Christie
- 1914 : By the Sun's Rays
- 1914 : All at Sea (it) d'Al Christie
- 1914 : On Rugged Shores (it) d'Al Christie
- 1914 : A Lucky Deception (it) d'Al Christie
- 1914 : Feeding the Kitty (it) d'Al Christie
- 1914 : A Troublesome Wink (it) d'Al Christie
- 1914 : He Never Said a Word (it) d'Al Christie
- 1914 : Way of Life (film, 1914)
- 1914 : Cupid Pulls a Tooth (it) d'Al Christie
- 1914 : Those Were the Happy Days (it) d'Al Christie
- 1914 : When the Girls Were Shanghaied (it) d'Al Christie
- 1914 : When Their Brides Got Mixed (it) d'Al Christie
- 1914 : In Taxi 23 (it) d'Al Christie
- 1914 : When Lizzie Got Her Polish
- 1914 : Their Ups and Downs (en)
- 1914 : His Dog-Gone Luck
- 1915 : For the Good of the Cause (it) d'Al Christie
- 1915 : When the Mummy Cried for Help (it) d'Al Christie
- 1915 : When Cupid Caught a Thief (it) d'Al Christie
- 1915 : When the Deacon Swore (it) d'Al Christie
- 1915 : When Eddie Took a Bath (it) d'Al Christie
- 1915 : Jed's Little Elopement (it) d'Al Christie
- 1915 : All Over His Biscuits
- 1915 : Lizzie's Dizzy Career
- 1915 : All Aboard (it) d'Al Christie
- 1915 : How Doctor Cupid Won Out (it) d'Al Christie
- 1915 : When He Proposed
- 1915 : A Coat's a Coat
- 1915 : A Mix-up at Maxim's
- 1915 : They Were on Their Honeymoon
- 1915 : In a Jackpot
- 1915 : Eddie's Little Nightmare
- 1915 : Eddie's Awful Predicament (it)
- 1915 : Two Hearts and a Ship (it)
- 1915 : Her Friend, the Milkman
- 1915 : Almost a King (it) d'Al Christie
- 1915 : Wanted... A Chaperone
- 1915 : Almost a Knockout
- 1915 : He Fell in the Park
- 1915 : They Were Heroes
- 1915 : When Her Idol Fell
- 1915 : When They Were Co-Eds (it) d'Al Christie
- 1915 : The Downfall of Potts (it) d'Al Christie
- 1915 : A Peach and a Pair (it) d'Al Christie
- 1915 : When the Spirits Moved (it) d'Al Christie
- 1915 : Lizzie Breaks Into the Harem (it) d'Al Christie
- 1915 : Her Rustic Hero (it) d'Al Christie
- 1915 : Charlot fait du ciné (Behind the Screen) d'Al Christie
- 1915 : The Rise and Fall of Officer 13
- 1915 : Little Egypt Malone (it) d'Al Christie
- 1915 : Lost: Three Teeth (it) d'Al Christie
- 1915 : Tony, the Wop
- 1915 : Mrs. Plum's Pudding : Eddie Plum
- 1915 : His Egyptian Affinity
- 1915 : Lizzie and the Beauty Contest
- 1915 : Their Happy Honeymoon
- 1915 : Too Many Smiths
- 1915 : When Lizzie Went to Sea
- 1915 : Snatched from the Altar
- 1915 : Eddie's Little Love Affair
- 1915 : Some Fixer
- 1915 : An Heiress for Two
- 1915 : Wanted: A Leading Lady
- 1915 : Their Quiet Honeymoon
- 1915 : Where the Heather Blooms : Gordon McKay
- 1915 : Love and a Savage
- 1915 : Some Chaperone
- 1916 : Lovers and Lunatics
- 1916 : Jed's Trip to the Fair
- 1916 : Mingling Spirits
- 1916 : When Aunt Matilda Fell
- 1916 : A Quiet Supper for Four
- 1916 : When the Losers Won
- 1916 : Her Friend, the Doctor
- 1916 : Cupid Trims His Lordship
- 1916 : When Lizzie Disappeared
- 1916 : The Deacon's Waterloo
- 1916 : Love and Vaccination
- 1916 : A Friend, But a Star Boarder
- 1916 : A Leap Year Tangle
- 1916 : Eddie's Night Out
- 1916 : The Newlyweds' Mix-Up
- 1916 : Lem's College Career
- 1916 : He's a Devil
- 1916 : Her Celluloid Hero
- 1916 : Potts Bungles Again
- 1916 : All Over a Stocking : Mr. Newlywed
- 1916 : Never Again Eddie!
- 1916 : Their Awful Predicament
- 1916 : What Could the Poor Girl Do?
- 1916 : Double Crossing the Dean
- 1916 : Kill the Umpire
- 1916 : Art for Art's Sake
- 1916 : Caught with the Goods
- 1916 : Beer Must Go Down
- 1916 : All Bets Off
- 1916 : He Maid Me
- 1916 : The Battle for Chili-Con-Carne
- 1916 : Broke But Ambitious
- 1916 : The Terrible Turk
- 1916 : The Boy from the Gilded East
- 1916 : Nobody Guilty
- 1916 : A Silly Sultan
- 1916 : Model 46
- 1916 : With the Spirit's Help
- 1916 : When the Spirits Fell
- 1916 : Almost Guilty
- 1916 : His Own Nemesis
- 1916 : The Barfly
- 1916 : Love and a Liar
- 1916 : A Political Tramp
- 1916 : Knights of a Bathtub
- 1916 : How Do You Feel?
- 1916 : The White Turkey
- 1916 : Pass the Prunes
- 1916 : Two Small Town Romeos
- 1916 : It Sounded Like a Kiss
- 1916 : Pretty Baby
- 1917 : Practice What You Preach
- 1917 : One Thousand Miles an Hour
- 1917 : Treat 'Em Rough
- 1917 : A Macaroni Sleuth
- 1917 : Why, Uncle!
- 1917 : His Wife's Relatives
- 1917 : A Hasty Hazing
- 1917 : Down Went the Key : Husband
- 1917 : A Million in Sight
- 1917 : A Bundle of Trouble
- 1917 : Some Specimens
- 1917 : When the Cat's Away
- 1917 : Sa revanche (In Again, Out Again)
- 1917 : Shot in the West
- 1917 : Mixed Matrimony
- 1917 : Under the Bed
- 1917 : Follow the Tracks
- 1917 : The Home Wreckers
- 1917 : What a Clue Will Do
- 1917 : The Lost Appetite
- 1917 : To Oblige a Vampire
- 1917 : Moving Day
- 1917 : Tell Morgan's Girl
- 1917 : Burglar by Request
- 1917 : Who's Looney Now?
- 1917 : To Be or Not to Be Married
- 1917 : Jilted in Jail
- 1917 : The War Bridegroom
- 1917 : Poor Peter Pious
- 1917 : Five Little Widows
- 1917 : Minding the Baby
- 1917 : A Dark Deed
- 1917 : Seeing Things
- 1917 : Married by Accident
- 1917 : The Love Slacker
- 1917 : The Rushin' Dancers
- 1917 : Move Over
- 1917 : The Nightcap
- 1917 : Looking 'Em Over
- 1917 : The Boulevard Speed Hounds
- 1917 : Welcome Home
- 1917 : Taking Their Medicine
- 1917 : Pete, the Prowler
- 1917 : Hot Applications
- 1917 : Wild and Woolly Women
- 1917 : A Fire Escape Finish
- 1917 : The Shame of a Chaperone
- 1917 : The Other Stocking
- 1918 : Mum's the Word
- 1918 : A Pigskin Hero
- 1918 : The Tail of a Cat
- 1918 : The Guilty Egg
- 1918 : Whose Baby Are You?
- 1918 : There Goes the Bride de Roy Clements
- 1918 : The Dodgers
- 1918 : The One Horse Show
- 1918 : A Ripping Time
- 1918 : Stepping Some
- 1918 : The Knockout
- 1918 : Berth Control
- 1918 : Bad News
- 1918 : Almost Welcome
- 1918 : The Vamp Cure
- 1918 : A Duck Out of Water
- 1918 : Don't Shoot!
- 1918 : Give Her Gas
- 1918 : Damaged Good
- 1918 : The House Cleaning Horrors
- 1918 : The Extra Bridegroom
- 1918 : Hearts and Let Us
- 1918 : Nearly a Chaperone
- 1918 : Please Hit Me
- 1918 : Frenzied Film
- 1918 : Nailed at the Plate
- 1918 : Maid Wanted
- 1918 : Why Worry!
- 1918 : There and Back
- 1918 : Guilty
- 1918 : The Price of a Rotten Time
- 1918 : Don't Weaken!
- 1918 : Camping Out
- 1918 : Swat the Flirt
- 1919 : Straight Crooks
- 1919 : The Strike Breakers
- 1919 : How's Your Husband?
- 1919 : Sweet Dry and Dry
- 1919 : Sing, Rosa, Sing!
- 1919 : Kitchen Police
- 1919 : Up the Flue
- 1919 : His Body for Rent
- 1919 : Mixed Tales
- 1919 : Oh! Ethel!
- 1919 : Scared Stiff
- 1919 : Chicken Ala King
- 1919 : Lay Off!
- 1919 : The Smell of the Yukon
- 1919 : The Wife Breakers
- 1919 : Downing an Uprising
- 1919 : Stateroom Secrets
- 1919 : Skidding Thrones
- 1919 : The Expert Eloper
- 1919 : Fun in 'A' Flat
- 1919 : Three in a Closet
- 1919 : The Bullshevicks
- 1919 : Taking Things Easy
- 1919 : His Friend's Trip
- 1919 : Wise Wives
- 1919 : A Model Husband
- 1919 : Marry My Wife
- 1919 : Happy Returns
- 1919 : Half and Half
- 1919 : Shut in the Dumb Waiter
- 1919 : All in the Swim
- 1919 : All Bound Around
- 1919 : Waiting at the Church
- 1919 : Penny Ante
- 1919 : A Dog Gone Shame
- 1919 : Heart Trouble
- 1919 : Missing Husband
- 1919 : Don't Kid Your Wife
- 1919 : Oh! Oh! Nursie!
- 1919 : Who's Her Husband?
- 1919 : Tick Tock Man
- 1919 : Ten Nights in a Tea Room
- 1919 : Woes of a Woman
- 1919 : Good Night, Ladies
- 1919 : In the Good Old Days
- 1920 : A Lucky Loser
- 1920 : Sweet Patootie
- 1920 : Some Shimmiers
- 1920 : Bungled Bungalows
- 1920 : Ain't Nature Wonderful?
- 1920 : Non Skid Love
- 1920 : Old Clothes for New
- 1920 : The Latest in Pants
- 1920 : Officer, Call a Cop
- 1920 : Wives and Old Sweethearts
- 1920 : Stop That Shimmie
- 1920 : Oiling Uncle
- 1920 : Butting in on Baby
- 1920 : Stop That Wedding
- 1920 : Somebody Lied
- 1920 : Pick Out Your Husband
- 1920 : Are Brides Happy?
- 1920 : The Captivating Captive
- 1920 : Concrete Biscuits
- 1920 : Why Lee!
- 1920 : Her Perfect Husband
- 1920 : Too Many Burglars
- 1920 : Caught in the End
- 1920 : Everything But the Truth : Billy Hervey
- 1920 : La La Lucille : John Smith
- 1920 : Once a Plumber : William Wilson
- 1920 : Fixed by George : Dr. Poole
- 1921 : A Shocking Night : Richard Thayer
- 1921 : Blue Sunday
- 1921 : Roman Romeos
- 1921 : Oh, Daddy!
- 1922 : The Touchdown
- 1922 : Do You Take?
- 1922 : Fresh Paint
- 1922 : Why Not Now?
- 1922 : Follow Me
- 1922 : All Is Fair
- 1922 : A Lot of Bull
- 1923 : For the Love of Tut
- 1923 : Captain Applesauce
- 1923 : Oh! Shoot
- 1923 : Seeing Double
- 1923 : Almost Married
- 1924 : This Way Out
- 1924 : My Error
- 1924 : Welcome, Uncle!
- 1924 : Unmounted Policemen
- 1924 : Lucky Loser
- 1924 : Be Brave
- 1924 : The Wrong Groom
- 1924 : The Dumbwaiter
- 1924 : Her Other Husband
- 1925 : Déclassée : Mr. Walton
- 1926 : Shadow of the Law de Wallace Worsley : Crook
- 1926 : The Lodge in the Wilderness de Henry McCarty : Buddy O'Brien

### Comme réalisateur
- 1915 : Lizzie's Dizzy Career (it)
- 1915 : They Were on Their Honeymoon (it)
- 1915 : In a Jackpot (it)
- 1915 : His Only Pants (it)
- 1915 : Eddie's Little Nightmare (it)
- 1915 : Eddie's Awful Predicament (it)
- 1915 : Her Friend, the Milkman (it)
- 1915 : Wanted... A Chaperone (it)
- 1915 : He Fell in the Park (it)
- 1916 : The Newlyweds' Mix-Up (it)
- 1916 : Kill the Umpire (it)
- 1916 : Art for Art's Sake (it)
- 1916 : Caught with the Goods (it)
- 1916 : Beer Must Go Down (it)
- 1916 : All Bets Off (it)
- 1916 : He Maid Me (it)
- 1918 : A Pigskin Hero (it)
- 1918 : The Tail of a Cat (it)
- 1918 : The Guilty Egg (it)
- 1918 : Mum's the Word (it)
- 1918 : Whose Baby Are You? (it)
- 1918 : The Dodgers (it)
- 1918 : The One Horse Show (it)
- 1918 : A Ripping Time (it)
- 1918 : Stepping Some (it)
- 1918 : The Knockout (it)
- 1918 : Berth Control (it)
- 1918 : Bad News (it)
- 1918 : Shot in the Dumbwaiter (it)
- 1918 : Almost Welcome (it)
- 1918 : The Vamp Cure (it)
- 1918 : A Duck Out of Water (it)
- 1918 : Don't Shoot! (it)
- 1918 : Give Her Gas (it)
- 1918 : Damaged Goods (it)
- 1918 : The House Cleaning Horrors (it)
- 1918 : The Extra Bridegroom
- 1918 : Hearts and Let Us
- 1918 : Nearly a Chaperone
- 1918 : Please Hit Me
- 1918 : Frenzied Film
- 1918 : Nailed at the Plate
- 1918 : Maid Wanted
- 1918 : Why Worry!
- 1918 : Guilty
- 1918 : The Price of a Rotten Time
- 1918 : Don't Weaken!
- 1918 : Camping Out
- 1918 : Swat the Flirt
- 1919 : Straight Crooks
- 1919 : The Strike Breakers
- 1919 : How's Your Husband?
- 1919 : Sweet Dry and Dry
- 1919 : Sing, Rosa, Sing!
- 1919 : Kitchen Police
- 1919 : Up the Flue
- 1919 : His Body for Rent
- 1919 : Mixed Tales
- 1919 : Scared Stiff
- 1919 : Chicken Ala King
- 1919 : Lay Off!
- 1919 : The Smell of the Yukon
- 1919 : The Wife Breakers
- 1919 : Downing an Uprising
- 1919 : Skidding Thrones
- 1919 : The Expert Eloper
- 1919 : Fun in 'A' Flat
- 1919 : Three in a Closet
- 1919 : The Bullshevicks
- 1919 : His Friend's Trip
- 1919 : Wise Wives
- 1919 : A Model Husband
- 1919 : Marry My Wife
- 1919 : Half and Half
- 1919 : Shut in the Dumb Waiter
- 1919 : All in the Swim
- 1919 : All Bound Around
- 1919 : Waiting at the Church
- 1919 : Penny Ante
- 1919 : A Dog Gone Shame
- 1919 : Heart Trouble
- 1919 : Missing Husband
- 1919 : Don't Kid Your Wife
- 1919 : Oh! Oh! Nursie!
- 1919 : Who's Her Husband?
- 1919 : Tick Tock Man
- 1919 : Ten Nights in a Tea Room
- 1919 : Woes of a Woman
- 1919 : Good Night, Ladies
- 1919 : In the Good Old Days
- 1920 : Sweet Patootie
- 1920 : Some Shimmiers
- 1920 : Bungled Bungalows
- 1920 : Ain't Nature Wonderful?
- 1920 : Non Skid Love
- 1920 : Old Clothes for New
- 1920 : The Latest in Pants
- 1920 : Officer, Call a Cop
- 1920 : Wives and Old Sweethearts
- 1920 : Stop That Shimmie
- 1920 : Oiling Uncle
- 1920 : Butting in on Baby
- 1920 : Stop That Wedding
- 1920 : Somebody Lied
- 1920 : Pick Out Your Husband
- 1920 : The Captivating Captive
- 1920 : Concrete Biscuits
- 1920 : Why Lee!
- 1920 : Her Perfect Husband
- 1920 : Too Many Burglars
- 1920 : Caught in the End
- 1920 : Everything But the Truth
- 1920 : La La Lucille
- 1920 : Once a Plumber
- 1920 : Fixed by George
- 1921 : A Shocking Night
- 1921 : Blue Sunday
- 1921 : Roman Romeos
- 1921 : Oh, Daddy!
- 1922 : Do You Take?
- 1922 : Fresh Paint
- 1922 : Hands Up
- 1922 : Why Not Now?
- 1922 : Follow Me
- 1922 : All Wrong
- 1922 : Give Me Air
- 1922 : All Is Fair
- 1922 : A Lot of Bull
- 1923 : For the Love of Tut
- 1923 : Captain Applesauce
- 1923 : Hot Foot
- 1923 : Oh! Shoot
- 1923 : No Danger
- 1923 : Seeing Double
- 1923 : Almost Married
- 1923 : All Is Lost
- 1924 : This Way Out
- 1924 : My Error
- 1924 : Welcome, Uncle!
- 1924 : A Fake Alarm
- 1924 : Unmounted Policemen
- 1924 : Lucky Loser
- 1924 : Flapper Fever
- 1924 : Be Brave
- 1924 : The Wrong Groom
- 1924 : The Dumbwaiter
- 1924 : Her Other Husband

### Comme scénariste
- 1924 : Her Other Husband
- 1918 : Guilty
- 1918 : Swat the Flirt
- 1919 : Chicken Ala King
- 1919 : The Wife Breakers
- 1919 : All Bound Around
- 1920 : Ain't Nature Wonderful?
- 1920 : Butting in on Baby
- 1920 : The Captivating Captive

### Comme producteur
- 1921 : Oh, Daddy!
- 1922 : Do You Take?
- 1922 : Fresh Paint
- 1922 : Hands Up
- 1922 : Why Not Now?
- 1922 : Follow Me
- 1922 : All Wrong
- 1922 : Give Me Air
- 1922 : All Is Fair
- 1923 : Our Alley
- 1923 : For the Love of Tut
- 1923 : Captain Applesauce
- 1923 : Hot Foot
- 1923 : Oh! Shoot
- 1923 : No Danger
- 1923 : Seeing Double
- 1923 : Almost Married
- 1923 : All Is Lost
- 1924 : This Way Out
- 1924 : My Error
- 1924 : Welcome, Uncle!
- 1924 : A Fake Alarm
- 1924 : Unmounted Policemen
- 1924 : Lucky Loser
- 1924 : Flapper Fever
- 1924 : Be Brave
- 1924 : I'm Cured
- 1924 : The Wrong Groom
- 1924 : The Dumbwaiter